# Стирлинг, Джеймс (адмирал)
Джеймс Стирлинг (англ. James Stirling; 28 января 1791 — 22 апреля 1865) — британский военно-морской офицер и колониальный администратор.
Основатель колонии Суон-Ривер и города Перт в Западной Австралии.
Был главнокомандующим Ост-Индской и Китайской станции Королевского флота.
Во время Крымской войны эскадра под его командованием безрезультатно осуществляла поиск русского парусного фрегата «Диана» под командованием адмирала Евфимия Васильевича Путятина.
Будучи в Японии, заключил первое соглашением между Англией и Японией Договор о дружбе от 14 октября 1854 года.

## Основатель колонии Суон-Ривер и города Перт
В 1827 году капитан Джеймс Стирлинг на корабле «Пармелия» провел исследования бухты реки Суон и по её итогам порекомендовал основать колонию именно в этом месте. 2 мая 1829 года капитан Чарльз Фримантл официально объявил западную часть Австралии британской колонией.
1-го июня 1829 года вместе с другими официальными лицами и переселенцами сюда прибыл сам Стирлинг, будучи к тому времени лейтенант-губернатором. Сейчас этот день празднуется как день основания Австралии — Foundation Day.